# 2028年1月26日日食
2028年1月26日日食是一次日環食，將發生於2028年1月26日。新月當天（即朔日），地球上觀測到月球和太阳的角距離極小，此時月球如果恰好在月球交點附近，穿過太阳和地球之間，與地球、太阳接近一直線，則會出現日食。月球穿過太阳和地球之間，但距地球較遠，本影未能接觸地表，而使偽本影覆蓋的區域內看到月球的角直徑小於太陽，就形成日環食，同時在偽本影兩側數千公里的半影範圍內形成日偏食。此次日環食經過了厄瓜多爾、秘魯、哥倫比亞、巴西、蘇利南、法屬圭亞那、葡萄牙馬德拉群島、葡萄牙本土、西班牙、摩洛哥、直布羅陀，日偏食則覆蓋了美洲大部、歐洲西南半部、非洲西北部。此次日環食是2010年1月15日以來最長的日環食，這一紀錄直到2149年12月30日才會打破。

## 日食概況

### 出現區域
法国海外領土克利珀頓島東南約930公里的太平洋東南部洋面最先在日出時看到此次日環食，隨後月球偽本影向東偏南移動，覆蓋科隆群岛中南部後登上南美洲大陸，逐漸轉向東北移動，在巴西阿馬帕州奧亞波基東部達到最大食分。此後偽本影繼續向向東北移動，斜貫大西洋，覆蓋葡萄牙大陸地區西南方、地處非洲外海的自治區馬德拉群島，穿過伊比利亞半島東南部並擦過摩洛哥最北端後，最終在日落時分結束於西班牙馬約卡島和加泰罗尼亚之間的巴利阿里海。
偽本影經過的陸地將包括：
- ：科隆群岛除北部的達爾文島、沃爾夫島、羅卡雷東達島、伊莎貝拉島北部、平塔島、馬切納島、赫諾韋薩島以外的大部分，聖埃倫娜省南部、瓜亞斯省南部、卡尼亞爾省除北端外的大部分、欽博拉索省南端、莫羅納-聖地亞哥省南半部、帕斯塔薩省極南端及上述地區以南各地；
- 秘魯：經過皮烏拉大區中北部、蘭巴耶克大區、卡哈馬卡大區北部、亞馬遜大區中北部、聖馬丁大區北端後自西向東貫穿洛雷托大區；
- 哥伦比亚：亞馬遜省東南部；
- 巴西：自西南向東北貫穿亞馬遜州中部偏北後經過羅賴馬州南部，斜貫帕拉州西北部後經過阿馬帕州中北部；
- 苏里南：擦過錫帕利維尼區東南角，也就是全國東南角；
- ：马罗尼河畔圣洛朗区南部和卡宴区東南半部；
- 馬德拉全境；
- 葡萄牙本土：法魯區、貝雅區除西北角外的絕大部分、塞圖巴爾區南部、埃武拉區東南部；
- 西班牙：位於北非的休達，和歐洲本土（西班牙语：España peninsular）的安達盧西亞除東南部外的大部、埃斯特雷馬杜拉東南半部、卡斯蒂利亚-拉曼恰除西北部外的大部、馬德里自治區東南部、穆尔西亚地区除東南角外的絕大部分、巴伦西亚自治区、阿拉贡東南部、加泰罗尼亚西南部、巴利阿里群島中的皮蒂烏塞斯群島全體島嶼和馬約卡島西端；
- 摩洛哥：丹吉爾-得土安-胡塞馬大區北部；
- 直布罗陀全境。[3][4]

除了上述狹窄的環食帶內能看到日環食之外，月球半影覆蓋範圍內都將能看到日偏食，包括墨西哥除西北角外的絕大部分、中美洲、美國中東部、加拿大東南部、聖皮埃爾和密克隆、格陵蘭南部，南美洲除巴塔哥尼亞地區和福克蘭群島以外的大部，北非中西部、西非除奈及利亞東南部以外的絕大部分、乍得除東部和南部邊境外的大部、喀麥隆北部，冰島、法羅群島、西歐、中歐西半部、中歐中西部。

此次日環食過程中月影在地表移動的動畫

### 基本參數
由於地球位於近日點附近，月球位於远地点附近，本次日環食的環食帶較寬，持續時間長，食分小（日月視直徑差異大，表現為太阳被遮掩後看到的「環」較粗）。在巴西帕拉州東帕魯河（Terra Indígena Rio Paru d'Este）境內，偽本影在地面覆蓋了328.7公里，日環食持續了10分30.6秒，而環食帶的中心點在其東北約420公里，偽本影直徑和持續時間都稍短一些。儘管在一個沙羅周期之前的2010年1月15日發生過持續更長的日環食，但直到2149年12月30日才會有超過本次時長的更長的日環食。
- 類型：日環食
- 食甚中心處（位於巴西阿馬帕州奧亞波基東部）資料：
  - 時間：2028年1月26日15:07:46.5
  - 地點：2°57.5′N 51°33.7′W / 2.9583°N 51.5617°W
  - 食分：0.9208（環食帶內最大）
  - 偽本影寬度：323.0公里
  - 日環食持續時間：10分27.1秒
- 環食最長處資料：
  - 時間：2028年1月26日14:53:08
  - 地點：0°48′N 54°39′W / 0.800°N 54.650°W
  - 偽本影寬度：328.7公里
  - 日環食持續時間：10分30.6秒[6]

## 相關的日食

### 2026-2029年的日食
月球交替位於相對的月球交點時，以半個交點年（食年），即約177天又4小時間隔出現下列日食。
| 日食列表  |           |           |           |           |           |           |           |           |           |           |           |
| 1997-2000 | 2000-2003 | 2004-2007 | 2008-2011 | 2011-2014 | 2015-2018 | 2018-2021 | 2022-2025 | 2026-2029 | 2029-2032 | 2033-2036 | 2036-2039 |

| 升交點                                                         | 升交點                   |          | 降交點                   | 降交點 |
| 沙羅周期                                                       | 地圖                     | 沙羅周期 | 地圖                     |        |
| 121                                                            | 2026年2月17日 環食       | 126      | 2026年8月12日 全食       |        |
| 131                                                            | 2027年2月6日 環食        | 136      | 2027年8月2日 全食        |        |
| 141                                                            | 2028年1月26日 環食       | 146      | 2028年7月22日 全食       |        |
| 151                                                            | 2029年1月14日 偏食（北） | 156      | 2029年7月11日 偏食（南） |        |
| 註：2029年6月12日和2029年12月5日的日偏食屬於下一組交點年系列。 |                          |          |                          |        |

### 沙羅周期
沙羅周期長度為18年11天。本次日食屬於沙羅週期141，共包含70次日食，依次為1613年5月19日至1721年7月24日的7次日偏食、1739年8月4日至2460年10月14日的41次日環食、2478年10月26日至2857年6月13日的22次日偏食，總共歷時1244.08年。本周期並無日全食。
下表列舉了1901年至2100年間發生的屬於該周期的日食，是第17至28次：
| 17             | 18             | 19            |
| -------------- | -------------- | ------------- |
| 1901年11月11日 | 1919年11月22日 | 1937年12月2日 |
| 20             | 21             | 22            |
| 1955年12月14日 | 1973年12月24日 | 1992年1月4日  |
| 23             | 24             | 25            |
| 2010年1月15日  | 2028年1月26日  | 2046年2月5日  |
| 26             | 27             | 28            |
| 2064年2月17日  | 2082年2月27日  | 2100年3月10日 |

## 資料來源
1. ↑  樊忠玉. . 中国天文科普网.   [2018-02-01]. （原始内容存档于2014-09-17）.
2. 1 2  Fred Espenak. . NASA Eclipse Web Site.   [2018-02-01]. （原始内容存档于2020-10-20）.（英文）
3. ↑  Fred Espenak. . NASA Eclipse Web Site.   [2018-02-01]. （原始内容存档于2020-10-20）.（英文）
4. ↑  Xavier M. Jubier. .   [2018-02-01]. （原始内容存档于2019-06-09）.（法文）（英文）
5. 1 2  Fred Espenak. . NASA Eclipse Web Site.   [2018-02-01]. （原始内容存档于2019-01-18）.（英文）
6. 1 2  Fred Espenak. . NASA Eclipse Web Site.   [2018-02-01]. （原始内容存档于2020-10-24）.（英文）
7. ↑  Fred Espenak. . NASA Eclipse Web Site.   [2018-02-01]. （原始内容存档于2019-03-22）.（英文）
8. ↑  Fred Espenak. . NASA Eclipse Web Site.（英文）

## 外部連結
- NASA日食專頁（页面存档备份，存于）（英文）
- 可見區域圖和時間統計：由弗雷德·埃斯佩纳克做出的日食預報，NASA/GSFC
  - Google互動地圖呈現的日食範圍
  - 貝塞爾元素
- Google地圖顯示的日環食和日偏食範圍（页面存档备份，存于）（法文）（英文）

| \| \| 日食 \|                            |                              |                                           |
| 上一次日食： 2027年8月2日日食 （日全食） | 2028年1月26日日食 （日環食） | 下一次日食： 2028年7月22日日食 （日全食） |
| 上一次日環食： 2027年2月6日日食          | 2028年1月26日日食 （日環食） | 下一次日環食： 2030年6月1日日食           |
|                                          | 日食                         |                                           |